# Кронштадтская площадь (Санкт-Петербург)
Кроншта́дтская площадь — площадь в Кировском районе Санкт-Петербурга, образованная круговым движением по Ленинскому проспекту и находящаяся на пересечении проспекта Стачек, Ленинского проспекта и  Дачного проспекта.

## Наименование
До 1999 года не имела название. Наименование Кронштадтская площадь дано 30 ноября 1999 года, по находящейся на площади церкви святого Иоанна Кронштадтского.

## История

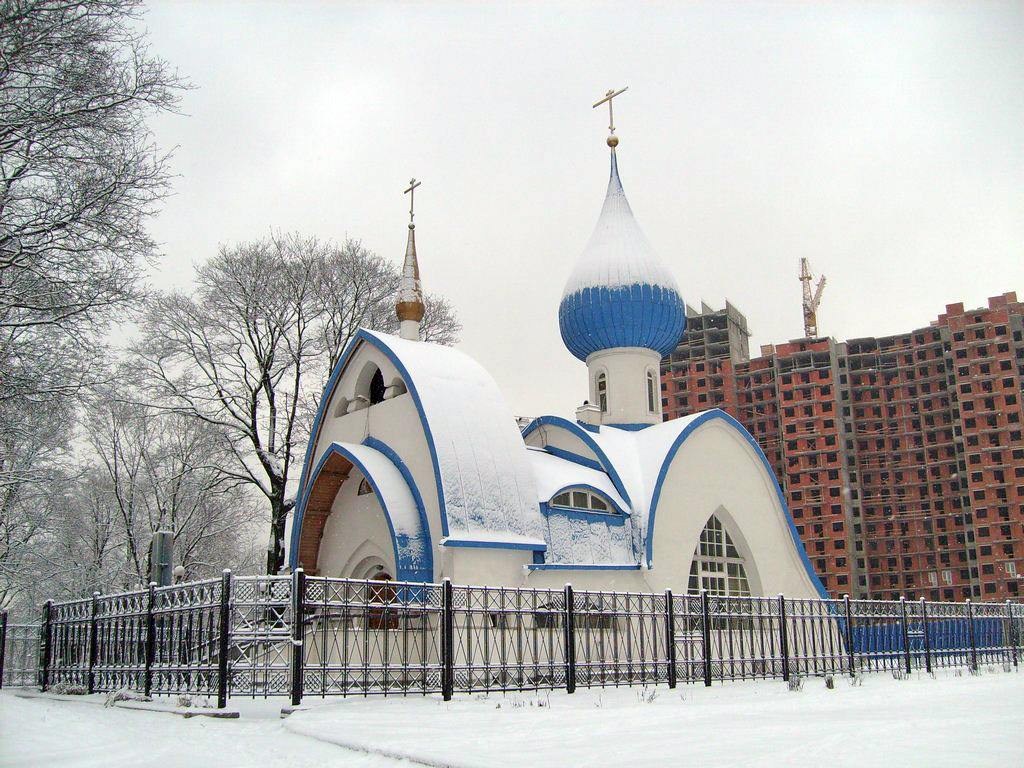

Образовалась в 1977 году, но название получила 30 ноября 1999 года по строившейся на ней церкви Святого Иоанна Кронштадтского (Кронштадтская пл., 2).

## Достопримечательности

### Церковь св. Иоанна Кронштадтского(Кронштадтская площадь, дом 2,проспект Стачек, дом 180,Ленинский проспект, дом 114
Церковь св. Иоанна Кронштадтского в неорусском стиле построена в 1999-2002 годах по проекту архитектора И.Н. Князева. Регулярные богослужения в храме стали совершаться с 2003 году.

### Жилой комплекс «Бельведер» (Ленинский проспект, дом 109,Дачный проспект, дом 2
Жилой комплекс «Бельведер» построен в 2006 году по проекту архитектора  Т.М. Михайловой и главного конструктора С.В. Васильева.

### Воронцовский сквер
Воронцовский сквер — остатки дачи Шереметьева «Ульянка», усадьбы Р. И. Воронцова и дачи Брюса. Площадь 15,51 га.

### Жилой дом (Ленинский проспект, дом 112)
Жилой дом построен в 2007-2009 годах по проекту архитектора Г.Ф. Андреева.

В настоящее время адрес по Кронштадтской площади имеют дома (индекс — 198207):
- № 4 — автозаправочная станция Shell
- № 5 — автосалон Renault

## Транспорт
Ближайшие станции метро к площади:  «Проспект Ветеранов» (пешком до площади 1,5 км),  «Ленинский проспект» (1,8 км),  «Автово» (2,5 км).
Рядом с площадью есть остановки общественного транспорта:
- «Кронштадтская площадь» (на Ленинском проспекте): автобус 26, 87, 142, 226, 239, 243, троллейбус 32, 35, 45.
- «Проспект Стачек» (на Ленинском проспекте): автобус 26, 83, 87, 142, 226, 239, 243, троллейбус 32, 35, 45.
- «Кронштадтская площадь» (на проспекте Стачек): автобус 20, 108, 200, 210, 481, 482, 484, 487 трамвай 36, 52.